# Karin Wegestål
Karin Solveig Margareta Wegestål, född Lindgren 2 maj 1934 i Uppåkra församling i Malmöhus län, död där 24 maj 2019, var en svensk politiker (socialdemokrat), som var riksdagsledamot 1988–2002.
I riksdagen var hon ledamot i försvarsutskottet 1988–2002, Krigsdelegationen 1991–1994, OSSE/ESK-delegationen 1993–2002. Hon var även suppleant i socialförsäkringsutskottet 1988–2002.
Hennes engagemang i kvinnofrågan ledde till att hon kom hon att spela en aktiv roll även i pensionsfrågan och i motståndet mot Natos krig i före detta Jugoslavien.
Som fjortonåring anslöt sig Karin Wegestål 1948 till ungdomsförbundet SSU. 1963 blev hon medlem av den socialdemokratiska kvinnoklubben, som förblev hennes politiska bas under resten av livet. Som riksdagsledamot var hon från början starkt intresserad av kvinnofrågor, och engagerade sig senare särskilt i pensionsfrågan och mot Jugoslavienkrigen.
Hon tog realexamen 1951 och arbetade som apotekstekniker fram till 1965, då hon började läsa in gymnasiekompetens på KomVux. Efter socionomexamen i Lund blev hon socialarbetare i Malmö och var med om att där starta det så kallade KrAMI, ett framgångsrikt projekt som gav ungdomar som var dömda för brott nya möjligheter att hitta och behålla ett arbete.
I Staffanstorps kommun var hon vice ordförande i socialnämnden. Hon var ordförande i kvinnoklubben i Hjärup, vice ordförande i det socialdemokratiska kvinnodistriktet och ledamot av styrelsen för Skånes socialdemokrater. Som ordförande i den socialdemokratiska arbetarekommunen i Staffanstorp var hon en av de första i landet att kräva jämställda valsedlar. 
I riksdagen var Karin Wegestål ordinarie ledamot i försvarsutskottet och samtidigt suppleant i socialförsäkringsutskottet. Hon var ledamot i två värnpliktsutredningar och under åtta år ordförande i Personalvårdsnämnden för totalförsvarspliktiga, en nämnd direkt underställd försvarsministern. Åren 1993–2002 var hon ledamot av den parlamentariska församlingen i Organisationen för säkerhet och samarbete i Europa (OSSE) och verkade flera gånger som valobservatör.
Karin Wegestål var mycket lojal mot sitt parti, men hon var också beredd att gå emot dess ställningstaganden när de enligt hennes mening stred mot mer grundläggande socialdemokratiska idéer. 
Pensionsfrågan
Pensionsfrågan var en sådan stridsfråga. Inom de socialdemokratiska medlemsleden genomfördes tre interna rådslag och frågan diskuterades på partikongresserna 1993, 1996 och extrakongressen 1997. Inför samrådet 1996 bildades en informell oppositionell grupp med tre riksdagsledamöter i ledningen: Göran Borg från Metall, Lena Sandlin-Hedman och Karin Wegestål. När samrådet redovisades var 94 procent av de svarande kritiska till den förändring som partiledningen förordade. På partikongressen 1997 behandlades 64 motioner i pensionsfrågan. Samtliga var negativa. Pensionsreformen var nära att fällas av kongressen, men efter många kompromisser och hot om regeringskris bifölls det som skulle bli det nya pensionssystemet. Karin Wegestål arbetade intensivt under hela den här perioden med hjälp av försäkringsexperter för att steg för steg förändra de pensionsförslag som lades fram så att förändringarna skulle ta mer hänsyn till kvinnor och lågavlönade. 
Jugoslavienkrigen
Som ledamot i försvarsutskottet besökte Karin Wegestål de svenska SFOR-soldaterna i Bosnien i juni 1997. De gjorde henne uppmärksam på att de muslimska byarna efter kriget hade fått nya fina tegeltak och hela fönster på sina förstörda hus, medan folket i de serbiska byarna lämnades att bo i ruiner och att muslimerna fick 98 procent av återuppbyggnadsstödet, medan serberna fick 2 procent. Hon uppmanades att inte tro på vad som skrevs i medierna om Bosnienkriget. I juni 1999, direkt efter att Natos bombningar av Jugoslavien upphört, reste Karin Wegestål till Serbien för att sätta sig in i situationen efter Kosovokriget. Hon besökte senare det krigshärjade Serbien ytterligare sex gånger och såg effekterna av bomberna på skolor och sjukhus; tusentals döda och många fler inhysta i tillfälliga flyktingläger, arbetsplatser och åkrar förödda, bostäder raserade. Upprörd över att det främst var civila som drabbades rapporterade hon hem till riksdagen och kritiserade Natos bombningar, som saknade FN-mandat. Hon var med och startade kampanjen ”Stoppa bombningarna NU” och blev senare ett av två språkrör i ledningen för den nybildade Jugoslavienkommittén. 
Om krigets följder och sina resor berättade Karin Wegestål i riksdagen , i ett 50-tal artiklar i dagstidningar och tidskrifter bland annat i Aftonbladet  och Arbetet  samt i flera tal och föredrag. Bland annat motsatte hon sig ekonomiska sanktioner mot Serbien och självständighet för Kosovo.